# Critics' Choice Movie Award des meilleurs effets visuels
Le Critics' Choice Movie Award des meilleurs effets visuels (Broadcast Film Critics Association Award for Best Visual Effects) est une récompense décernée aux professionnels de l'industrie du cinéma par le jury de la Broadcast Film Critics Association depuis 2010.

## Palmarès

### Années 2010
- 2010[1] : Avatar
  - District 9
  - Lovely Bones (The Lovely Bones)
  - 2012
  - Star Trek

- 2011[2] : Inception
  - Alice au pays des merveilles (Alice in Wonderland)
  - Harry Potter et les Reliques de la Mort - 1re partie (Harry Potter and the Deathly Hallows - Part 1)
  - Tron : L'Héritage (Tron: Legacy)

- 2012[3] : La Planète des singes : Les Origines (Rise of the Planet of the Apes)
  - Harry Potter et les Reliques de la Mort - 2e partie (Harry Potter and the Deathly Hallows - Part 2)
  - Hugo Cabret (Hugo)
  - Super 8
  - The Tree of Life

- 2013[4] : L'Odyssée de Pi (Life Of Pi)
  - Avengers (The Avengers)
  - Cloud Atlas
  - The Dark Knight Rises
  - Le Hobbit : Un voyage inattendu (The Hobbit: An Unexpected Journey)

- 2014[5] : Gravity
  - Iron Man 3
  - Le Hobbit : La Désolation de Smaug (The Hobbit: The Desolation of Smaug)
  - Pacific Rim
  - Star Trek Into Darkness

- 2015[6] : La Planète des singes : L'Affrontement (Dawn of the Planet of the Apes)
  - Les Gardiens de la Galaxie (Guardians of the Galaxy)
  - Interstellar
  - Edge of Tomorrow
  - Le Hobbit : La Bataille des Cinq Armées (The Hobbit: The Battle of the Five Armies)

- 2016 : Mad Max: Fury Road
  - Ex Machina
  - Jurassic World
  - Seul sur Mars (The Martian)
  - The Revenant
  - The Walk : Rêver plus haut (The Walk)

- 2017 : Le Livre de la jungle (The Jungle Book)
  - Premier Contact (Arrival)
  - Doctor Strange
  - Les Animaux fantastiques (Fantastic Beasts and Where to Find Them)
  - Quelques minutes après minuit (A Monster Calls)

- 2018 : La Planète des Singes : Suprématie (War for the Planet of the Apes)
  - Blade Runner 2049
  - Dunkerque (Dunkirk)
  - La Forme de l'eau (The Shape of Water)
  - Thor : Ragnarok
  - Wonder Woman

- 2019 : Black Panther
  - Avengers: Infinity War
  - First Man : Le Premier Homme sur la Lune (First Man)
  - Le Retour de Mary Poppins (Mary Poppins Returns)
  - Mission impossible : Fallout
  - Ready Player One

### Années 2020
- 2020 : Avengers: Endgame
  - 1917
  - Ad Astra
  - The Aeronauts
  - Le Mans 66 (Ford v Ferrari)
  - The Irishman
  - Le Roi lion (The Lion King)

- 2021 : Tenet
  - USS Greyhound : La Bataille de l'Atlantique (Greyhound)
  - Invisible Man (The Invisible Man)
  - Mank
  - Minuit dans l'univers (The Midnight Sky)
  - Mulan
  - Wonder Woman 1984

- 2022 : Dune
  - Matrix Resurrections
  - Nightmare Alley
  - Mourir peut attendre (No Time to Die)
  - Shang-Chi et la Légende des Dix Anneaux (Shang-Chi and the Legend of the Ten Rings)

- 2023 : Avatar : La Voie de l'eau (Avatar: The Way of Water)
  - The Batman
  - Black Panther: Wakanda Forever
  - Everything Everywhere All at Once
  - RRR
  - Top Gun: Maverick

- 2024 : Oppenheimer
  - The Creator
  - Les Gardiens de la Galaxie Vol. 3
  - Mission impossible : Dead Reckoning
  - Pauvres Créatures (Poor Things)
  - Spider-Man: Across the Spider-Verse

- 2025 : Paul Lambert, Stephen James, Rhys Salcombe et Gerd Nefzer pour Dune, deuxième partie (Dune: Part Two)
  - Mark Bakowski, Pietro Ponti, Nikki Penny, et Neil Corbould pour Gladiator 2
  - Pablo Helman, Jonathan Fawkner, Paul Corbould et David Shirk de Wicked
  - Mike Marino, Sarah Graalman et Aaron Saucier pour Better Man
  - Bryan Jones, Chervin Shafaghi, Pierre Olivier-Persin et Jean Miel pour The Substance
  - Erik Winquist, Stephen Unterfranz, Paul Story et Rodney Burke pour La Planète des singes : Le Nouveau Royaume (Kingdom of the Planet of the Apes)